# Shogo Taniguchi
Shogo Taniguchi (Kumamoto, 15 de julho de 1991) é um futebolista japonês que atua como zagueiro ou volante. Atualmente joga no Sint-Truidense, da Bélgica.

## Carreira
Taniguchi começou sua carreira em 2014, no Kawasaki Frontale.[carece de fontes?] Pela Seleção Japonesa, foi um dos 26 convocados para a Copa do Mundo FIFA de 2022.

## Títulos
Kawasaki Frontale
- J-League: 2017, 2018, 2020 e 2021
- Copa da Liga Japonesa: 2019
- Supercopa do Japão: 2019 e 2021
- Copa do Imperador: 2020

Japão
- EAFF Championship: 2022